# هاوارد کوسل
هاوارد کوسل (انگلیسی: Howard Cosell؛ ‎/koʊˈsɛl/‎؛ ۲۵ مارس ۱۹۱۸ – ۲۳ آوریل ۱۹۹۵) روزنامه‌نگار، ستون‌نویس، پدیدآور، مجری رادیو و تلویزیون، منتقد و مفسر ورزشی و وکیل‌مدافع یهودی‌تبار اهل ایالات متحده آمریکا بود. در سال ۱۹۹۳، مجله «تی‌وی گاید» هاوارد کوسل را به عنوان بهترین گوینده ورزشی تمام دوران معرفی کرد.
از فیلم‌ها یا برنامه‌های تلویزیونی که وی در آن نقش داشته است می‌توان به موزها و برادوی دنی رز اشاره کرد.